# Guy Stewart Callendar
Guy Stewart Callendar ( * febrero de 1898 - octubre 1964), hijo de Hugh Longbourne Callendar, fue un ingeniero inglés e inventor. 
Su principal contribución fue proponer la teoría que vinculaba el aumento de las concentraciones de dióxido de carbono en la atmósfera y el incremento de la temperatura global de la Tierra. Se conoció como efecto Callendar. Consideraba que el calentamiento sería beneficioso y que retrasaría la llegada de la siguiente glaciación.
En 1938, publicó que el incremento del 10% del CO2 en la atmósfera, observado desde 1890 a 1938 (48 años de revolución industrial basada en la combustión del carbón) podría estar relacionado con la tendencia al calentamiento observado en el mismo período
Publicó sobre calentamiento global y sobre la radiación infrarroja del dióxido de carbono. 